# Brugelette
Brugelette (en picard Brujlete) est un village et commune de la province de Hainaut, en Région wallonne de Belgique.
Cet endroit est très connu pour abriter le parc animalier de Pairi Daiza.
Depuis 1977, à la suite de la réorganisation géographique communale du Royaume, Brugelette est le centre d'une entité nouvelle regroupant les anciennes communes d'Attre, Brugelette, Cambron-Casteau, Gages, et Mévergnies-lez-Lens.
Au 1er janvier 2024, la population totale de cette commune est de 3 878 habitants.

## Géographie

### Sections de commune
| # | Nom                 | Superf. (km²) | Habitants (2023) | Habitants par km² | Code INS |
| - | ------------------- | ------------- | ---------------- | ----------------- | -------- |
| 1 | Brugelette          | 9,42          | 1.802            | 191               | 51012A   |
| 2 | Gages               | 5,51          | 382              | 69                | 51012B   |
| 3 | Cambron-Casteau     | 5,25          | 295              | 56                | 51012C   |
| 4 | Mévergnies-lez-Lens | 4,49          | 577              | 129               | 51012D   |
| 5 | Attre               | 3,80          | 750              | 198               | 51012E   |

### Communes limitrophes
|          | Ath        | Silly    |
| Chièvres | Brugelette | Soignies |
|          | Lens       |          |

## Évolution démographique

### Démographie: Avant la fusion des communes
- Source: DGS recensements population

### Démographie: Commune fusionnée
En tenant compte des anciennes communes entraînées dans la fusion de communes de 1977, on peut dresser l'évolution suivante :
Les chiffres des années 1831 à 1970 tiennent compte des chiffres des anciennes communes fusionnées.
- Source: DGS , de 1831 à 1981=recensements population; à partir de 1990 = nombre d'habitants chaque 1 janvier[2]

## Histoire
Sur la Dendre orientale, 'Attre' formait avec Arbre (entité d'Ath) une seigneurie qui fut successivement aux mains des familles d'Arbre, de Lalaing (XVe siècle), de Croy (1502), de Buignies (1510), puis passa aux Franeau d'Hyon, devenues comtes de Gommegnies au XVIIIe siècle. Ceux-ci vendirent leurs biens aux Duval de Beaulieu durant la période française. Plusieurs abbayes hennuyères y possédaient aussi des terres, notamment l'alleu de Baschien, donné en 1125 à l'abbaye de Liessies, et la ferme d'Eppignies dépendant de l'abbaye d'Épinlieu.
C'est à Attre que, 28 septembre 1624, les Français enlevèrent Tilly, le général des Impériaux.
De 1835 à 1854, des jésuites français, exilés de France par la Révolution puis d’Espagne par les guerres carlistes, ouvrirent un collège jésuite à Brugelette afin de répondre à la demande de libre choix d’enseignement de familles du Nord de la France : il se dédia à l’éducation des jeunes Français, tout en accueillant un contingent d'élèves belges. Rendu moins nécessaire par l’assouplissement de l’enseignement (loi de 1850) et la fin de l’interdiction d’enseignement des jésuites en France, le collège ferma en 1854.

## Armoiries
|  | Blason de Brugelette Blasonnement : De gueules à la fasce d'or accompagnée en chef d'une divise vivrée du même. - Délibération communale : 8 mars 1977 - Arrêté royal : 15 mai 1980 - Moniteur belge : 12 septembre 1980 Source du blasonnement : Lieve Viaene-Awouters et Ernest Warlop, Armoiries communales en Belgique, Communes wallonnes, bruxelloises et germanophones, t. 1 : Communes wallonnes A-L, Bruxelles, Dexia, 2002, p. 198 |

## Politique et administration

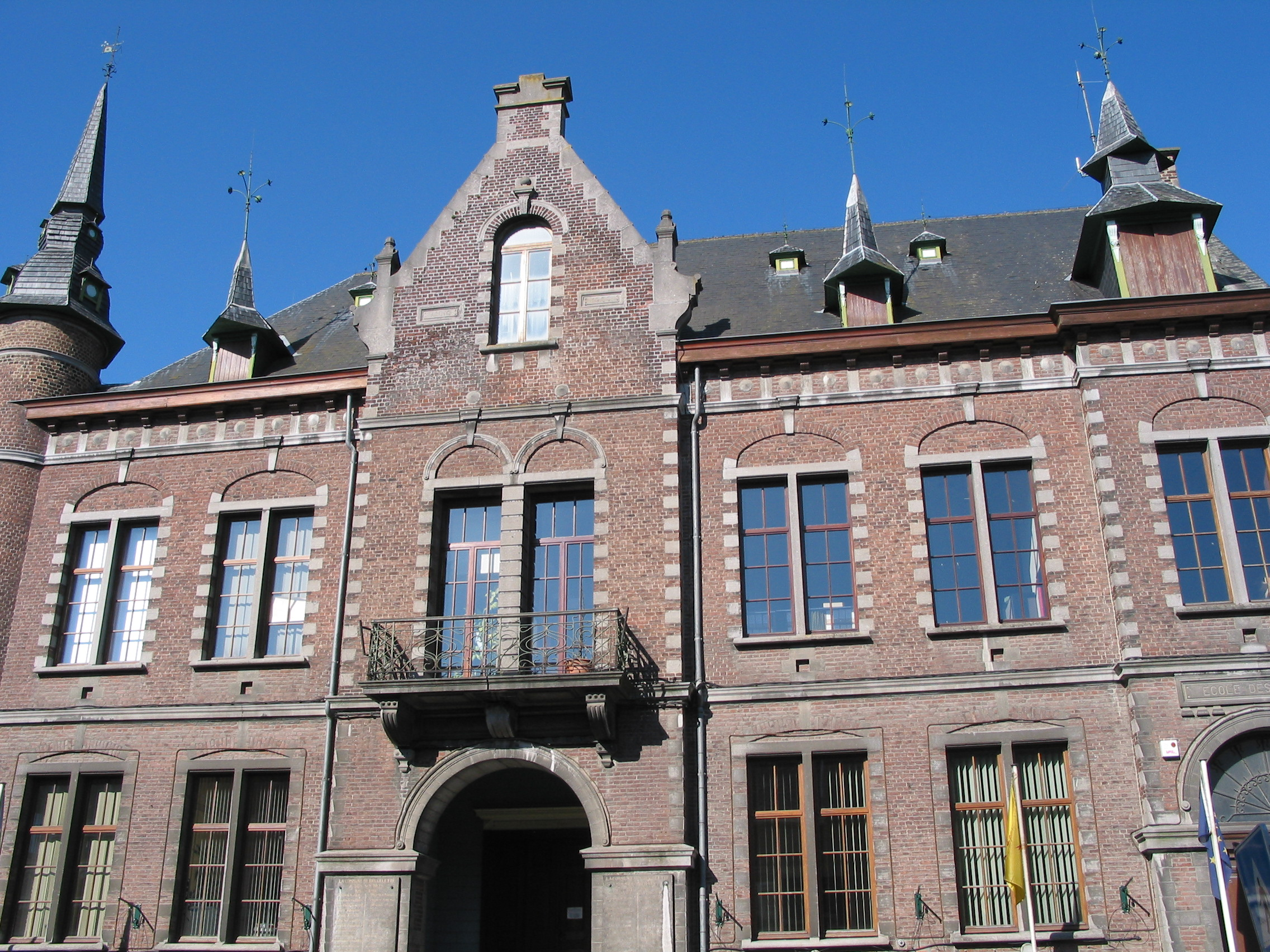
L'hôtel communal (1898/1908).

### Conseil et collège communal 2024-2030
Ci-dessous, le tableau des résultats des élections communales de 2024.
| Parti | Parti                    | Voix (2024) | Voix (2018) | % (2024) | % (2018) | +/-    | Sièges | +/- | Collège |
| ----- | ------------------------ | ----------- | ----------- | -------- | -------- | ------ | ------ | --- | ------- |
|       | PS+                      | 437         | -           | 18,66%   | -        | 0.0 %  | 2 / 13 | 2.0 | Oui     |
|       | MR - BRUGELETTE EN MIEUX | 234         | -           | 9,99%    | -        | 0.0 %  | 1 / 13 | 1.0 | Non     |
|       | Brugelette Ensemble      | 791         | -           | 33,77%   | -        | 0.0 %  | 5 / 13 | 5.0 | Oui     |
|       | Renouveau Citoyen        | 248         | -           | 10,59%   | -        | 0.0 %  | 1 / 13 | 1.0 | Non     |
|       | LES COMMUNAUX            | 588         | 452         | 25,11%   | 19,23%   | 5.88 % | 4 / 13 | 2.0 | Non     |
|       | C.S.V.                   | 44          | 41          | 1,88%    | 1,74%    | 0.14 % | 0 / 13 | 0.0 | Non     |
|       | ECOLO                    | -           | 284         | -        | 12,09%   | 0.0 %  | - / 13 | 1.0 | Non     |
|       | LM                       | -           | 958         | -        | 40,77%   | 0.0 %  | - / 13 | 7.0 | Non     |
|       | BE                       | -           | 503         | -        | 21,40%   | 0.0 %  | - / 13 | 3.0 | Non     |
|       | O.C                      | -           | 112         | -        | 4,77%    | 0.0 %  | - / 13 | 0.0 | Non     |
| Total | Total                    | 2 342       | 2 350       | 100 %    | 100 %    |        | 13     |     |         |

| Collège communal   |                   |                                   |
| ------------------ | ----------------- | --------------------------------- |
| Bourgmestre        | Isabelle Liegeois | Les Engagés - Brugelette Ensemble |
| 1er Échevin        | Didier Strebelle  | PS - Brugelette Ensemble          |
| 2e Échevin         | Géry Paternotte   | MR - Brugelette Ensemble          |
| 3e Échevine        | Cindy Siraut      | Brugelette Ensemble               |
| Présidente du CPAS | Raoul Rolin       | PS+                               |

### Liste des bourgmestres
| Identité                | Période | Période | Durée  |
| Identité                | Début   | Fin     | Durée  |
| ----------------------- | ------- | ------- | ------ |
| André Desmarlières (d), | 2006    | 2024    | 18 ans |

### Jumelage
- Le village est jumelé avec  Avon-les-Roches (France)[7].

## Patrimoine et culture local
- Le joyau de la commune est le splendide château construit en style Louis XV à partir de 1752 par François-Philippe-Joseph Franeau de Gommegnies et aujourd'hui propriété de la famille de Meester de Heyndonck ; il fut souvent la résidence des archiducs Albert et Marie-Christine, Gouverneurs royaux des Pays-Bas autrichiens. En 1831, le comte Duval y installa le premier haras de Belgique. Certains prétendent que le grand architecte Dewez est l'auteur des plans du Château d'Attre. Toutefois, ceux-ci n'ayant pas été conservés, il ne peut y avoir aucune certitude à ce sujet. De plus, une incompatibilité de dates rend peu vraisemblable le fait que l'architecte Dewez ait pu signer lui-même cette reconstruction. Mais il est hors de doute que, si elle n'est pas l'œuvre du maître en personne, elle est celle de l'un de ses élèves.
- Les vestiges de l'abbaye de Cambron, détruite pendant la Révolution française, aujourd'hui dans le parc Pairi Daiza.
- L'église de la Sainte-Vierge de Brugelette.
- L'église Saint-Vincent de Combron-Casteau.
- Le château de Cambron.

### Vie culturelle
- Cortège Ducasse des Montils, le 2e dimanche de septembre

## Galerie

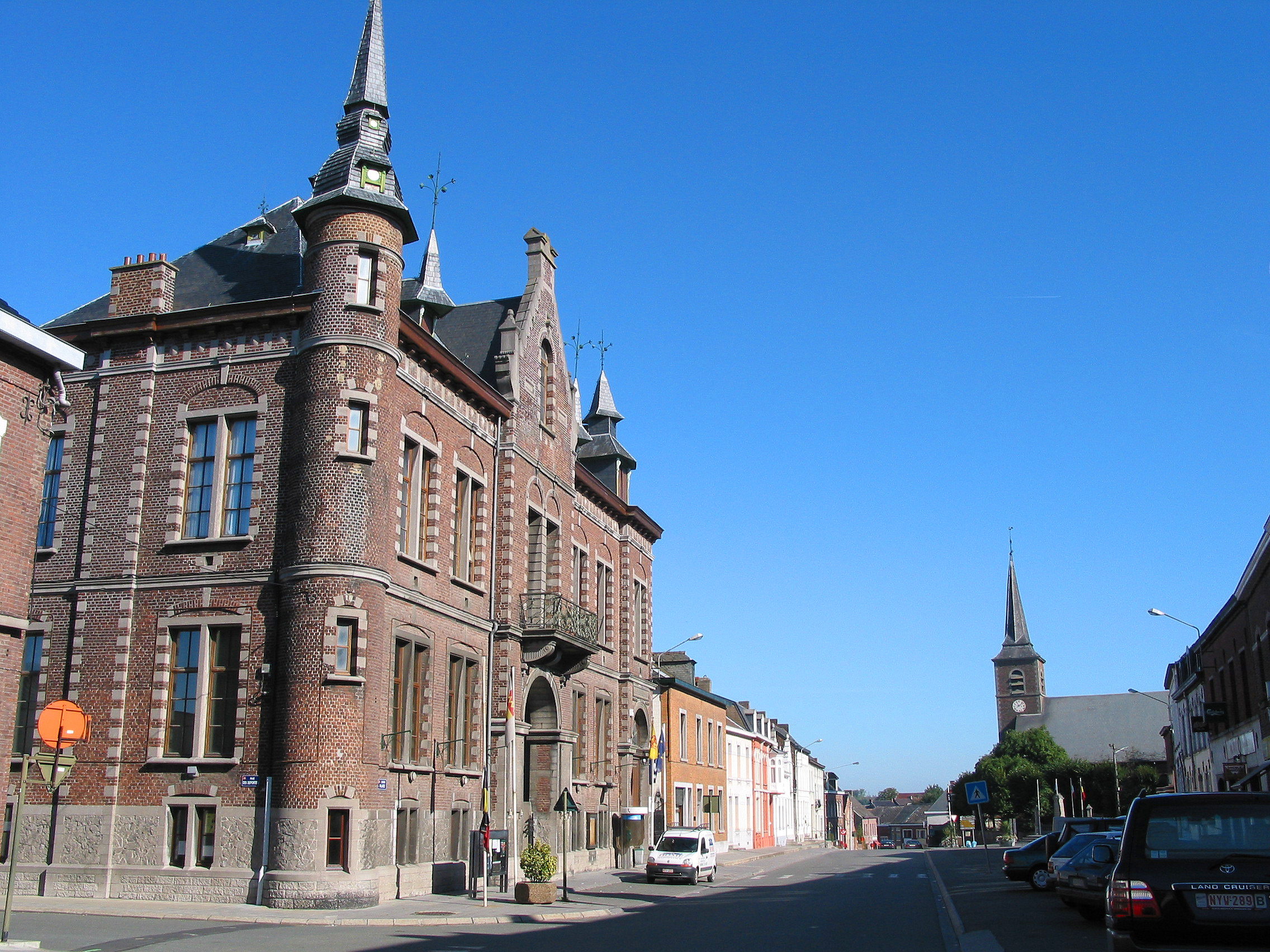
Vue du centre du village avec l'hôtel communal et l'église.
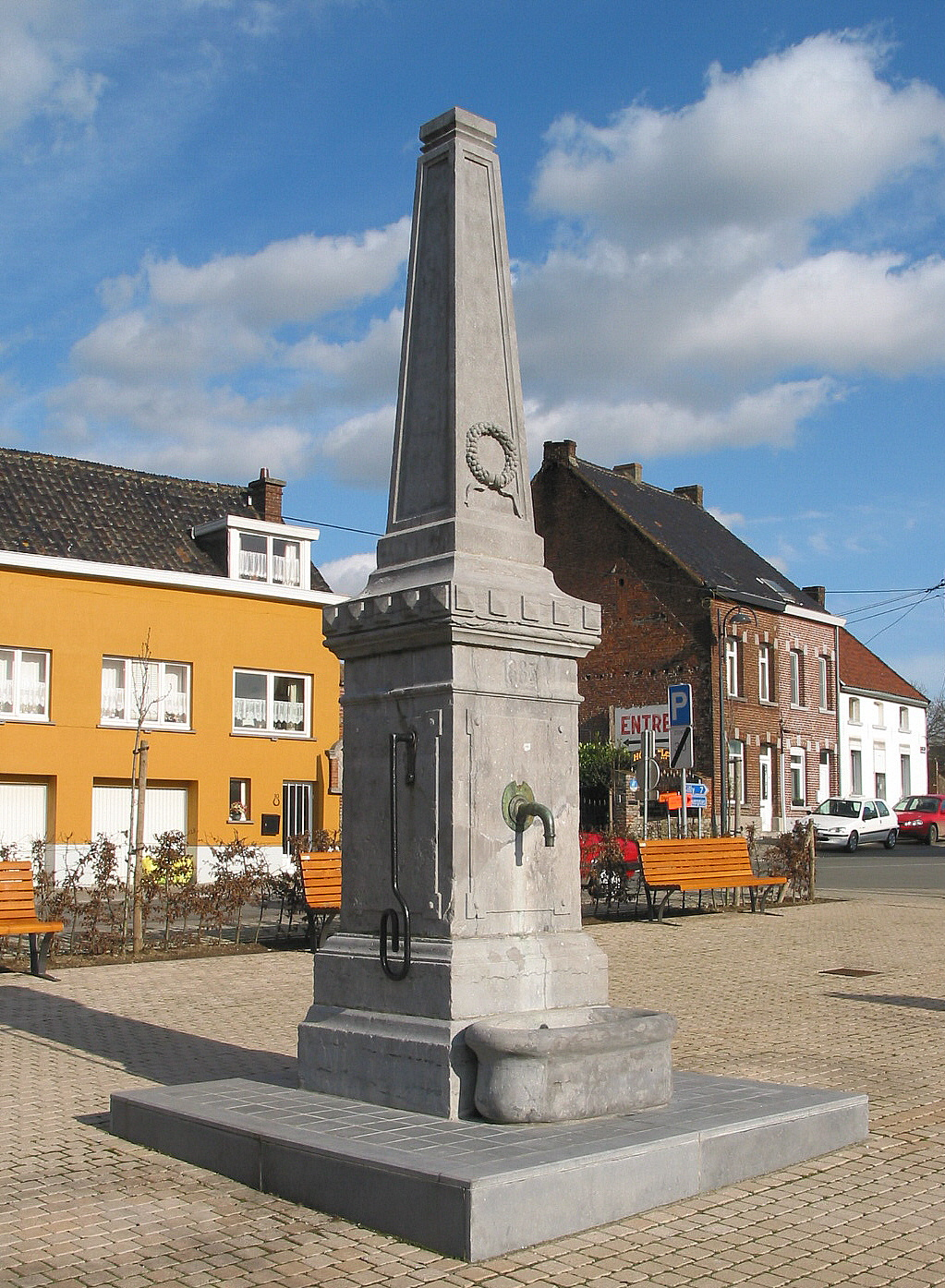
Pompe à eau manuelle Xavier Riche (1883).
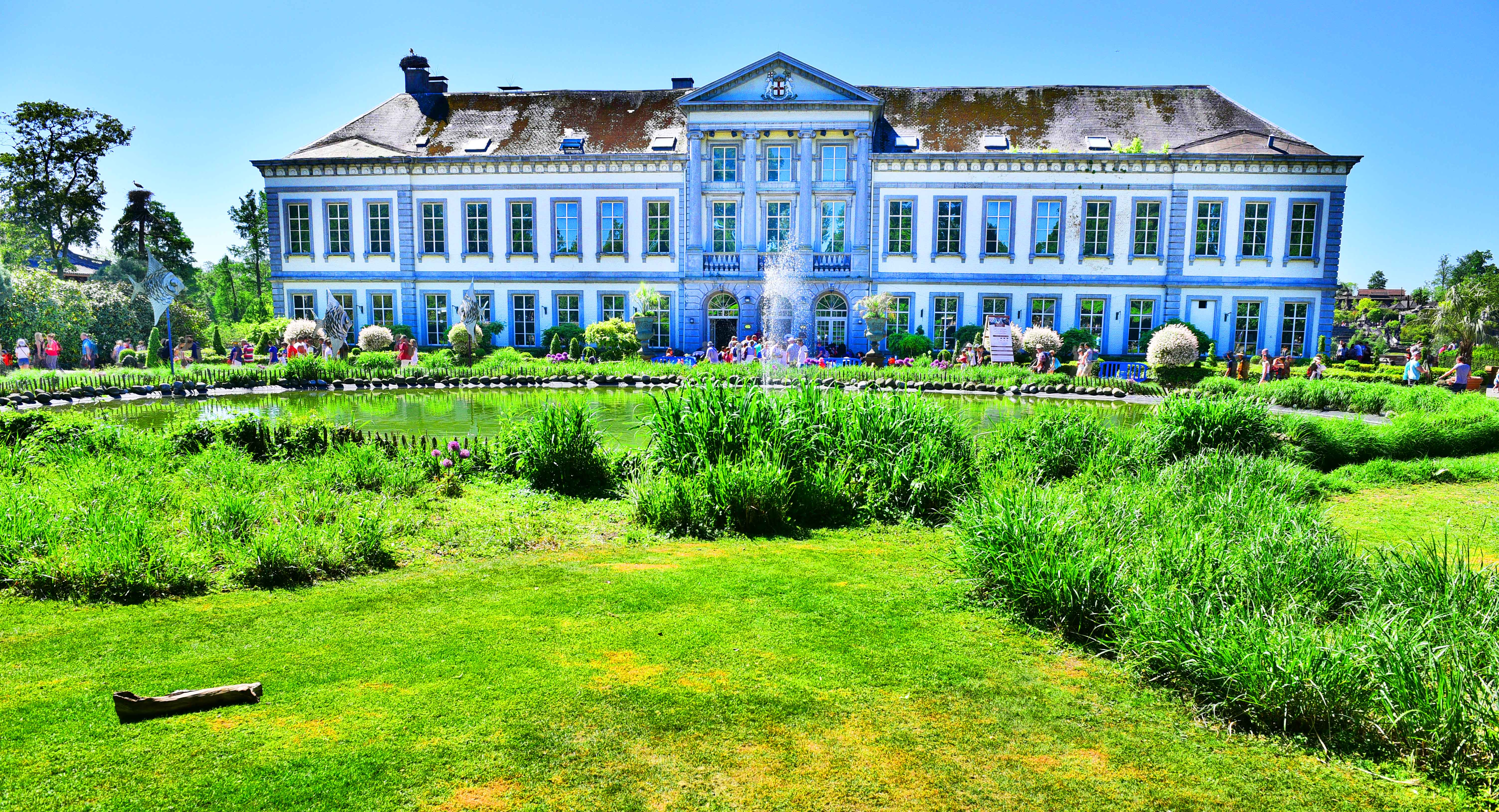
Le château de Cambron-Casteau devenu l'aquarium du parc Pari Daiza.
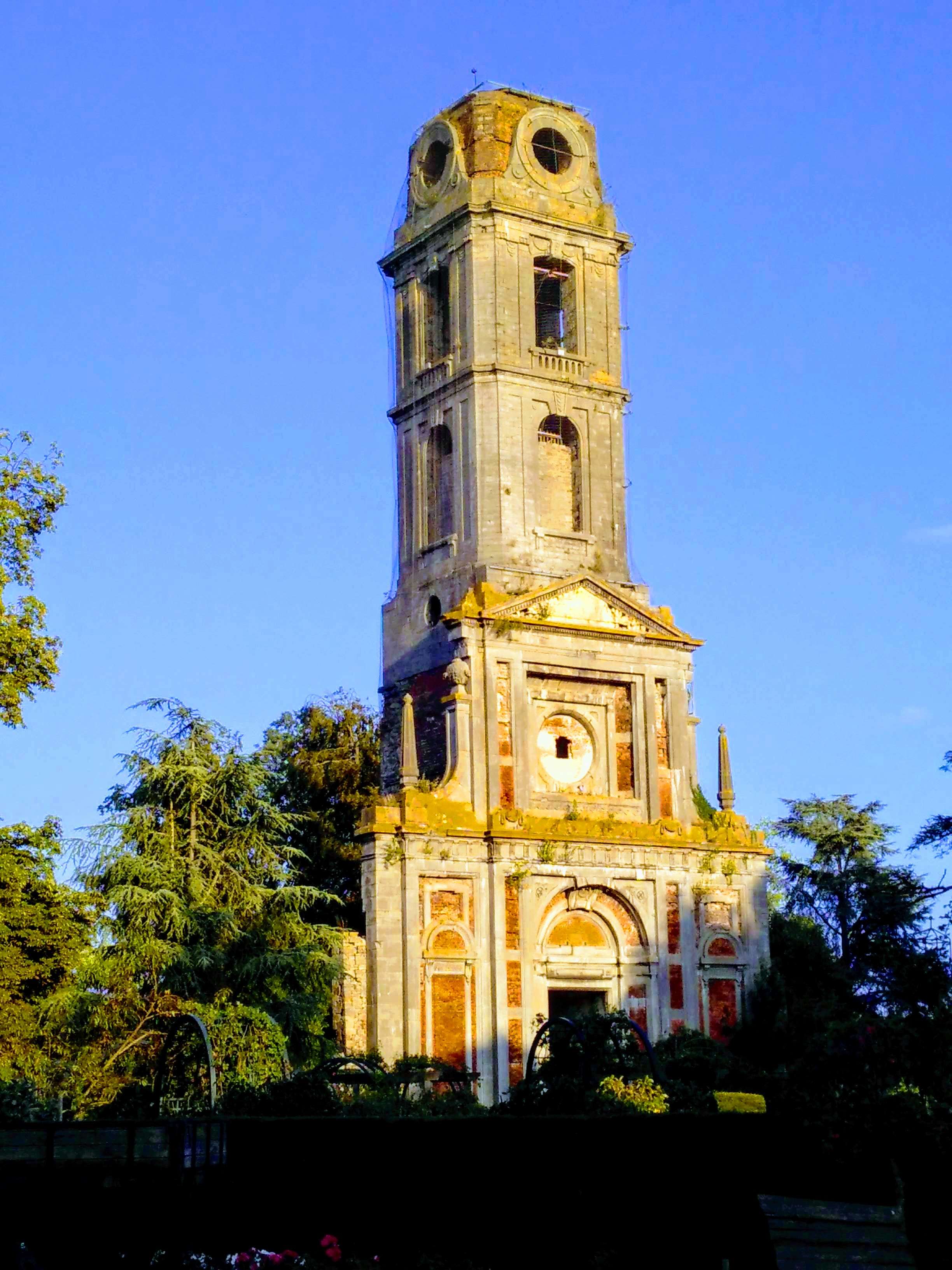
La tour de l'ancienne église de l'abbaye de Cambron.
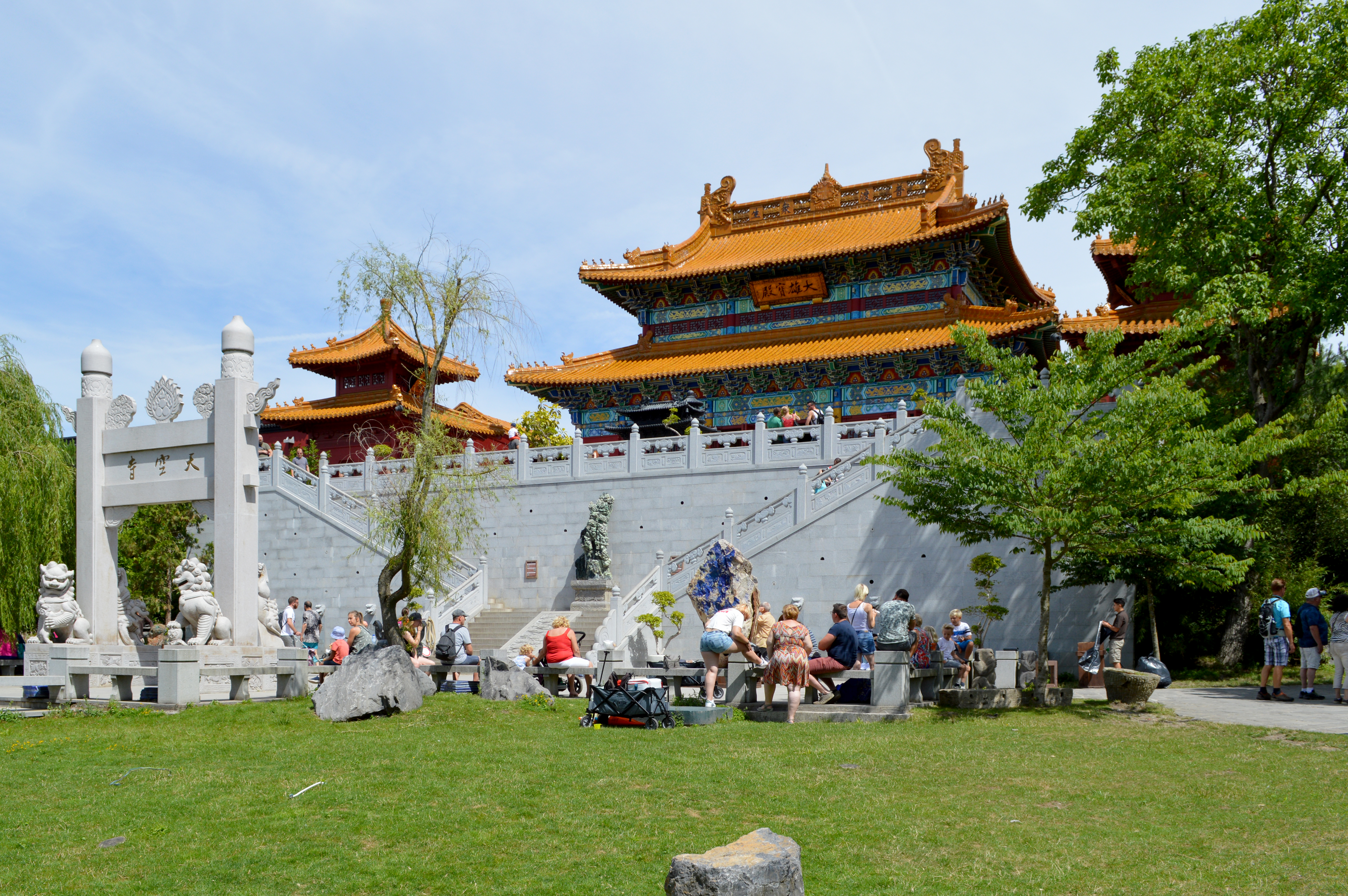
Le temple Bouddhiste dans le jardin chinois du parc Pari Daiza.
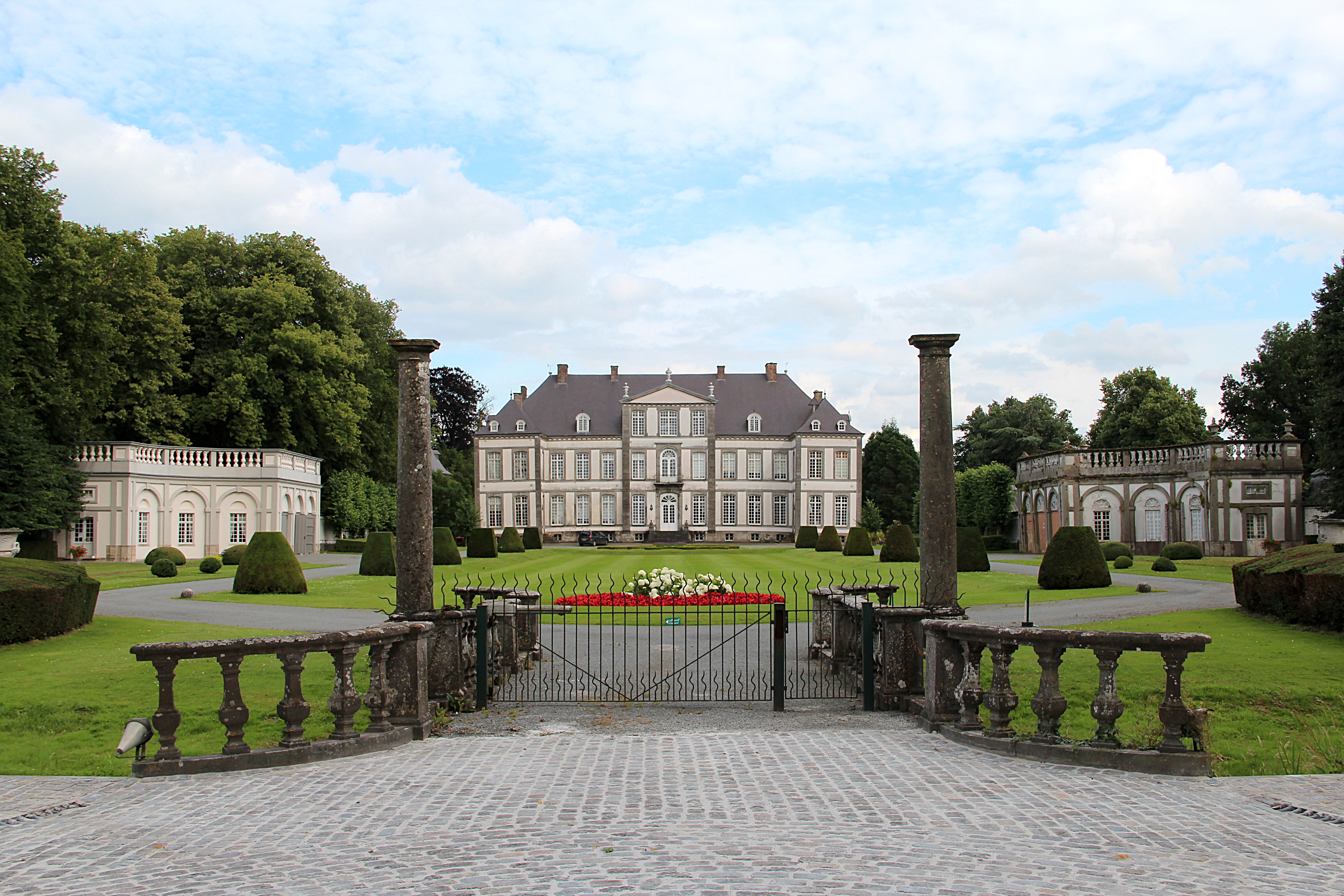
Le château de Attre.
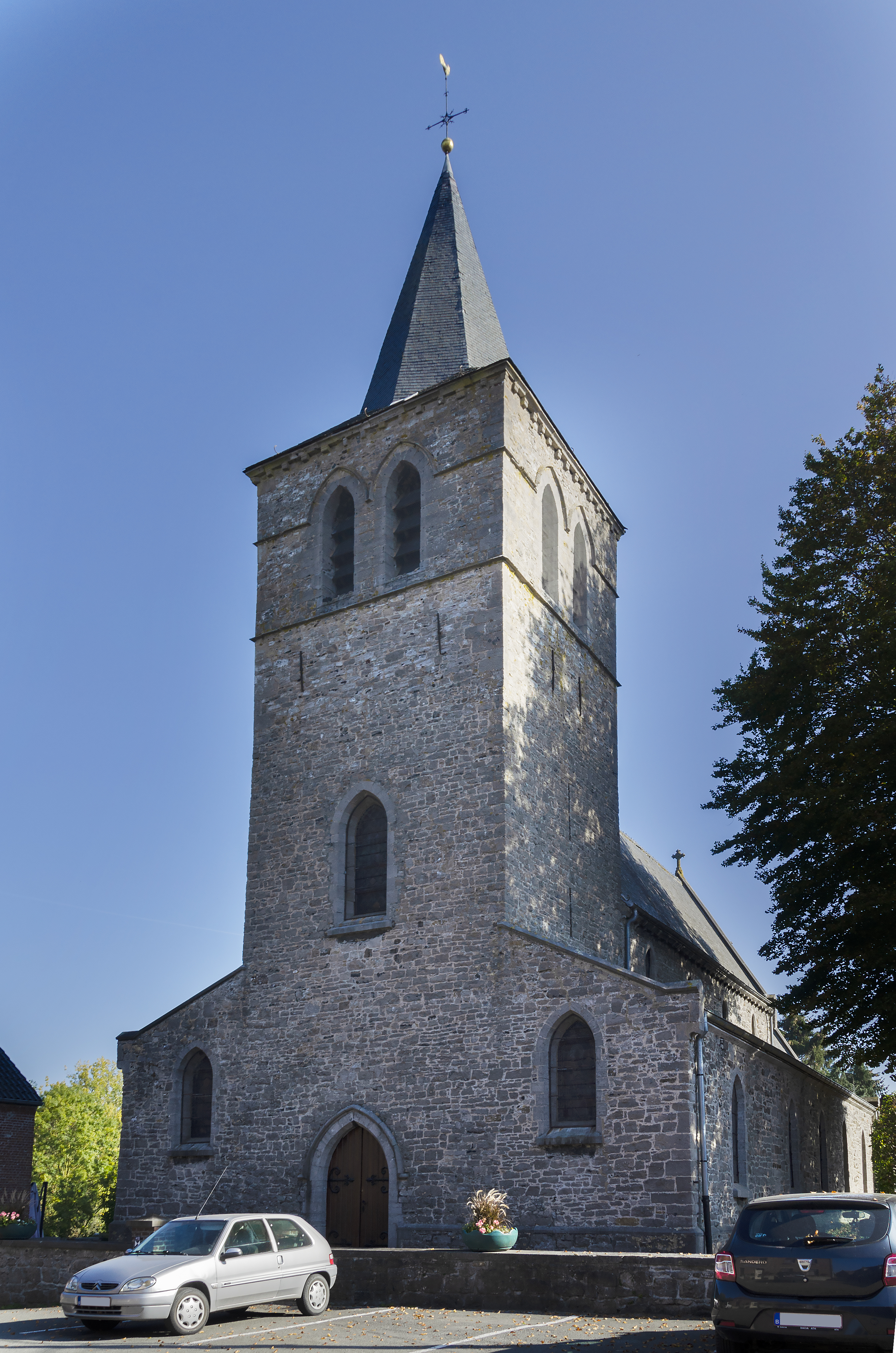
L'église Saint-Vincent de Combron-Casteau.

## Économie

### Tourisme
Un parc animalier, Pairi Daiza (anciennement Paradisio), s'est installé dans le site de l'ancienne abbaye de Cambron, localité faisant partie de Brugelette).

#### Routes

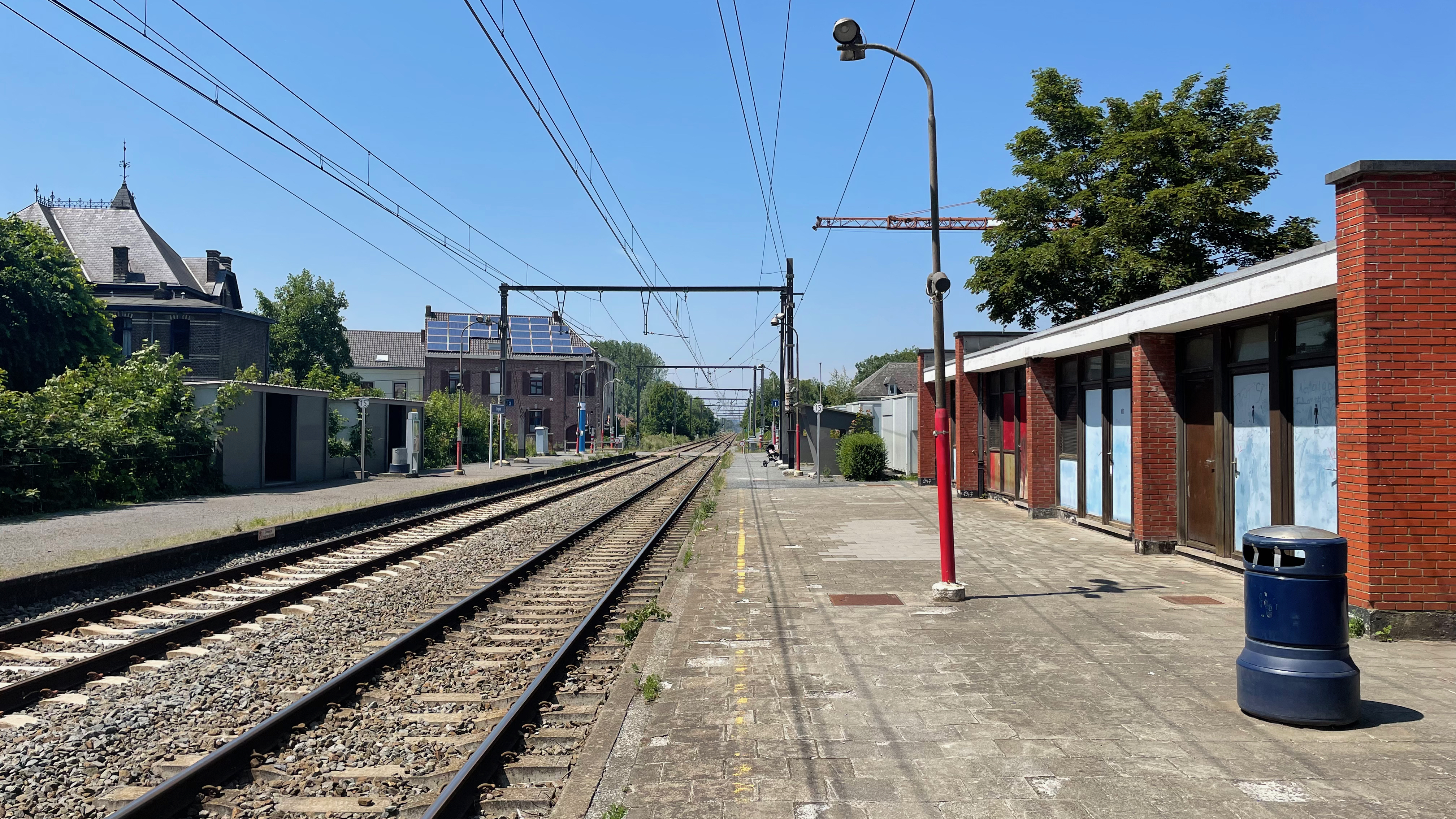
La station de Brugelette.